# Roger Taylor (tenisista)
Roger Taylor (ur. 14 października 1941 w Sheffield) – brytyjski tenisista.

## Kariera tenisowa
W 1968 roku był w gronie ośmiu tenisistów-amatorów (tzw. Handsome Eight), którzy z ramienia Lamara Hunta podjęli rywalizację z zawodowcami w ramach nowego cyklu – World Championship Tennis, co stanowiło początek ery open tenisa.
W grze pojedynczej zwyciężył w siedmiu imprezach z cyklu ATP World Tour oraz doszedł do ośmiu finałów. W singlu najwyższą pozycję rankingową zajmował 13 września 1973 roku, będąc wówczas na 11. pozycji.
W grze podwójnej Taylor triumfował w dziewięciu imprezach o randze ATP World Tour, w tym dwa razy w zawodach wielkoszlemowych, US Open z 1971 i 1972 roku. W edycji z 1971 roku tworzył parę z Johnem Newcombem, a rok później z Cliffem Drysdalem. Taylor osiągnął ponadto siedem deblowych finałów.
W grze mieszanej Brytyjczyk dotarł do jednego finału, w 1962 roku podczas Australian Championships, a grał wspólnie z Darlene Hard.
W latach 1964–1976 Taylor reprezentował Wielką Brytanię w Pucharze Davisa, wygrywając 29 pojedynków i przegrywając 11 (w deblu i singlu).
Od lutego 2000 roku do stycznia 2004 roku Taylor pełnił funkcję kapitana męskiej drużyny w Pucharze Davisa.

### Finały w turniejach wielkoszlemowych

#### Gra podwójna (2–0)
| Końcowy wynik | Nr | Data | Turniej               | Nawierzchnia | Partner        | Przeciwnicy                 | Wynik finału            |
| ------------- | -- | ---- | --------------------- | ------------ | -------------- | --------------------------- | ----------------------- |
| Zwycięzca     | 1. | 1971 | US Open, Forest Hills | Trawiasta    | John Newcombe  | Stan Smith Erik van Dillen  | 6:7, 6:3, 7:6, 4:6, 7:6 |
| Zwycięzca     | 2. | 1972 | US Open, Forest Hills | Trawiasta    | Cliff Drysdale | Owen Davidson John Newcombe | 6:4, 7:6, 6:3           |

#### Gra mieszana (0–1)
| Końcowy wynik | Nr | Data | Turniej                          | Nawierzchnia | Partnerka    | Przeciwnicy                      | Wynik finału |
| ------------- | -- | ---- | -------------------------------- | ------------ | ------------ | -------------------------------- | ------------ |
| Finalista     | 1. | 1962 | Australian Championships, Sydney | Trawiasta    | Darlene Hard | Lesley Turner Bowrey Fred Stolle | 3:6, 7:9     |